# Theophilus Brown
William Theophilus Brown (né le 7 avril 1919 – mort le 8 février 2012) est un artiste américain. Il s'est fait connaître en tant que membre majeur de important en tant que membre de l'École de San Francisco, mouvement figuratif des années 1950 et 1960. Son travail est marqué par l'expressionnisme abstrait.

## Biographie et carrière
Issu d'une famille d'intellectuels, Theophilus Brown naît à Moline, en Illinois. Son grand-père était ami avec Ralph Waldo Emerson et Henry David Thoreau. Le père de Theophilus était inventeur et chef-designer, à la John Deere Company de Moline ,. C'est au cours de ses études à l'université Yale, à la fin des années 1930, que Theophilus Brown rencontre le compositeur Paul Hindemith et le poète May Sarton. Il entretiendra avec eux une amitié qui durera toute sa vie. Il est diplômé en 1941, se retrouve appelé sous les drapeaux et participe à la Seconde Guerre mondiale. À son retour, il commence à étudier la peinture, voyageant entre New York et Paris. Il fait la connaissance de nombreux artistes comme Pablo Picasso, Georges Braque, Alberto Giacometti, Balthus, Willem de Kooning et de nombreux autres. Musicien (il a étudié le piano à Yale), il est aussi proche d'un certain nombre de compositeurs, dont John Cage, Poulenc, Samuel Barber et Igor Stravinsky.
En 1952, Brown s'inscrit dans le programme de studio de troisième cycle à l'université de Californie à Berkeley. Là, il rejoint un groupe d'artistes, dont Richard Diebenkorn , David Park, Elmer Bischoff, James Weeks, et Nathan Oliveira - qui sera connu plus tard sous le nom d'École de San Francisco. Pendant ses études à Berkeley, Brown rencontre aussi celui qui va devenir son compagnon, le peintre Paul Wonner .
Au début des années 1960, le couple déménage à Santa Monica, où ils s'intègre à un groupe de quelques compatriotes gay, avec le romancier Christopher Isherwood et le portraitiste Don Bachardy. Au fil des années, le couple se lie avec le dramaturge William Inge, le compositeur et chef d'orchestre André Previn, l'actrice Eva Marie Saint et son mari, le réalisateur Jeffrey Hayden , ainsi que la romancière néo-zélandaise Janet Frame.
Très travailleur tout au long de sa vie, Theophilus Brown peint tous les jours, y compris dans les derniers jours. Il vit à San Francisco, en Californie, jusqu'à sa mort en 2012. Il est alors âgé de 92 ans.
Ses papiers sont versées aux Archives of American Art.
Quatre mois avant sa mort, Theophilus Brown donne une interview sur YouTube dans laquelle il fait vérifier l'article Wikipédia qui le concerne. Il a trouvé l'article précis dans l'ensemble, mais critique sa classification parmi les expressionnistes abstraits qu'il qualifie de « connerie » (« horseshit »).

## Collections
- Musée de Californie d'Oakland

## Expositions
2011
- Minnesota Marine Art Museum [7]

2005
- Sacramento State University [8]

1996
- Stanford Art Gallery[9]

## Sources
- Jones, Caroline A., Bay Area Figurative Art 1950-1956, Berkeley, University of California Press, 1990.
- Arthur, John., Theophilus Brown: Paintings, Collages and Drawings, Chesterfield: Chameleon, 2007,  (ISBN 978-0-915829-75-0)[10]
- McCarthy, David, « Social Nudism, Masculinity, and the Male Nude in the Work of William Theo Brown and Wynn Chamberlain in the 1960s », Archives of American Art Journal 38, n° 1–2 (1998), 28–38